# Nationales Erbe
Nationales Erbe ist der Titel einer Buchreihe, die zwischen 1950 und 1953 im Verlag der Nation in Berlin erschien.
In dieser Reihe erschienen folgende acht Auswahlbände mit Werken aus der deutschsprachigen Literatur des 18. und 19. Jahrhunderts:
1. Georg Büchner: Das eherne Gesetz. Die Dichtungen. 1950.
2. Heinrich Heine: Die Götter im Exil. Ein Querschnitt durch das Werk. 1950.
3. Gotthold Ephraim Lessing: Triumph der Wahrheit: Gotthold Ephraim Lessing. Mensch und Werk. Auswahl und Einführung: Herbert Scurla. 1951.
4. Jean Paul: Dämmerungen. Eine Auswahl mit einer Einführung in sein Werk. Auswahl und Einführung: Herbert Scurla. 1951.
5. Theodor Fontane: Blick in die Zeit. Aus den wenig bekannten Schriften. Auswahl und Einführung: Cristfried Coler. 1952
6. Bettina von Arnim: Bettine. Eine Auswahl aus den Schriften und Briefen der Bettina von Arnim-Brentano. Auswahl und Einführung: Gisela Kähler. 1952.
7. Theodor Storm: Fünf Novellen. Einführung und Erläuterungen von Fritz Böttger. 1952
8. Malwida von Meysenbug: Ein Leben für die Anderen. Aus den Memoiren einer Idealistin. Eingeleitet und bearbeitet von Arno Sachse. 1953.